# آموزش زنان در ایران

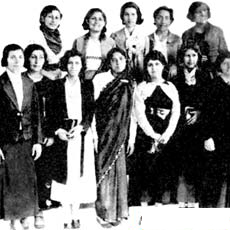
زنان ایرانی در نخستین دانشگاه زن از جمله مهرانگیز منوچهریان (سناتور)، شمس‌الملوک مصاحب (سناتور) و بدرالملوک بامداد.

آموزش رسمی زنان در ایران از سال ۱۹۰۷، با تأسیس نخستین دبستان دخترانه آغاز شد. آموزش و پرورش نقش مهمی در جامعه ایران داشت، به ویژه هنگامی که ایران در اوایل قرن ۲۰ و با رشد تعداد مدارس زنان، دوره مدرنیزاسیون را تحت حکومت رضا شاه پهلوی آغاز کرد. در اواسط قرن، اصلاحات قانونی انقلاب سفید که به زنان حق رأی داد و حداقل سن ازدواج را افزایش می‌دهد، فرصت‌های بیشتری برای زنان برای ادامه تحصیل در خارج از خانه فراهم می‌کرد. پس از دوره‌های محدودیت تحمیل شده، پیشرفت تحصیلی زنان از طریق اسلامی سازی آموزش و پرورش پس از انقلاب سال ۱۹۷۹ ایران ادامه یافت و در سال‌های پس از تغییرات اساسی در برنامه درسی و کلاس‌های درس در پی انقلاب فرهنگی به اوج خود رسید. تا سال ۱۹۸۹، زنان برای حضور در دانشگاه در امتحانات ورودی حضور داشتند.
با وجود تلاش برای ایجاد محدودیت در حوزه آموزشی که بیشتر تحت سلطه زنان قرار داشت، مشارکت زنان در آموزش کند نشد. تغییرات در آموزش زنان به افزایش استفاده و تسلط بر فرصتهای موجود در زنان تقسیم شده است، و تحمیل الزام‌ها سختگیرانه حاکم بر نقش آنها در آموزش، از جمله کلاس‌های تفکیکی جنسیتی، پوشش اسلامی، و هدایت زنان به رشته‌های «زن محور» که مانع پیگیری مشاغل خاص می‌شود.

## تاریخچه

دانش آموزان مدرسه ناموس

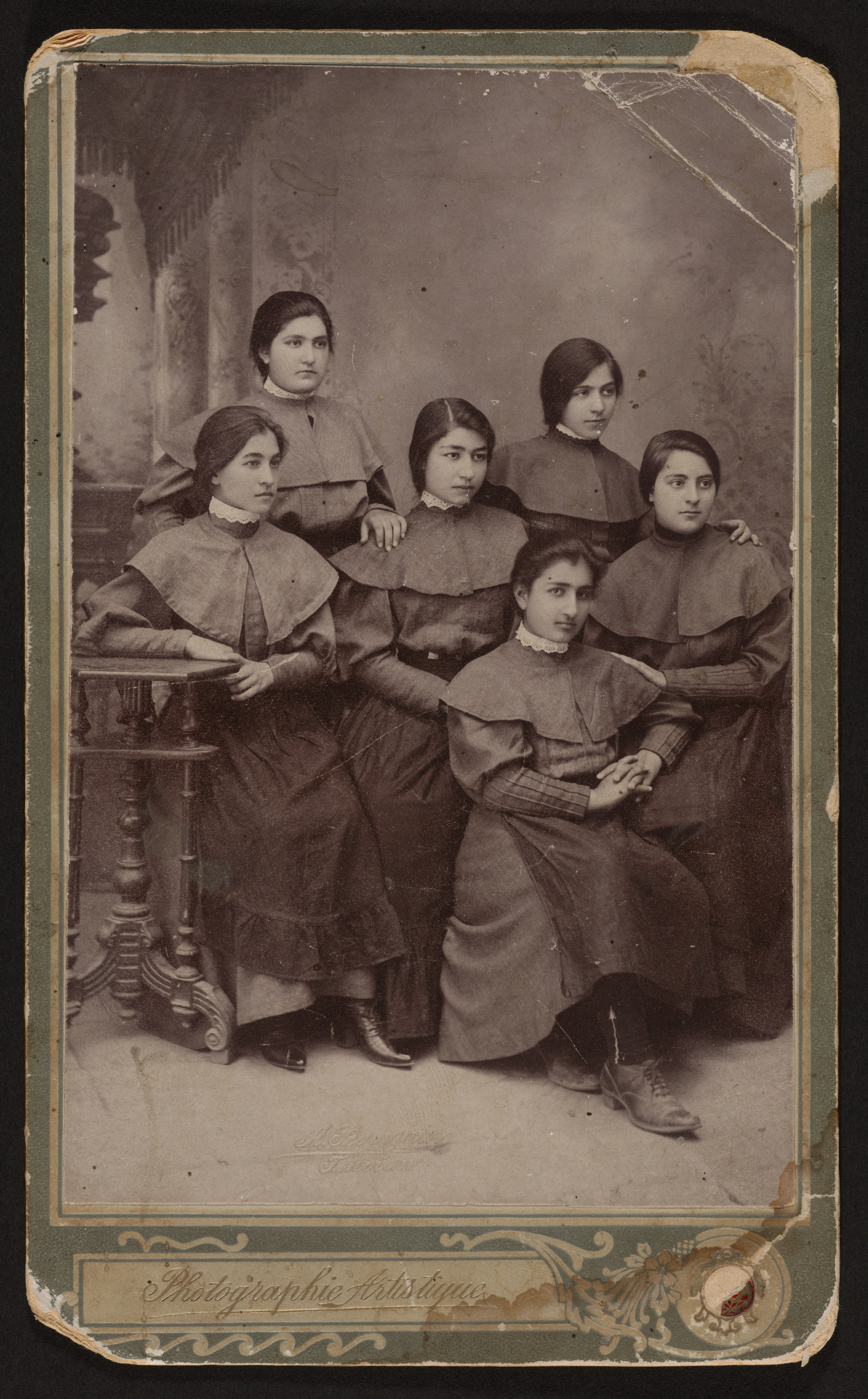
بچه‌مدرسه‌ای‌ها، تهران، اثر آنتوان سوریوگین

نخستین مدرسهٔ دخترانه توسط بی‌بی‌خانم استرآبادی به نام دبستان دوشیزگان در ۱۲۸۵ شمسی در تهران تأسیس شد. اما به دلیل حملات بسیاری که به آن شد، این مدرسه تنها برای مدت کوتاهی پابرجا بود. پس از آن طوبی آزموده، دبستان ناموس را تأسیس کرد. آزموده در شرایطی زنگ مدرسهٔ ناموس را در خانه خود در خیابان سنگلج، به صدا درمی‌آورد که شیخ فضل‌الله نوری فتوا داده بود که «تأسیس مدارس دختران مخالف با شرع اسلام است».
مدرسهٔ ناموس چند سال بعد از تأسیس به خیابان فرمانفرما و بعد از آن به محل بزرگتری در خیابان شاهپور (حافظ فعلی) منتقل شد. در این زمان مدرسهٔ ناموس به قدری توسعه یافته بود که به صورت یکی از مهم‌ترین و مجهزترین مدارس متوسطه تهران درآمد و تا پایان دوره دبیرستان آموزش دختران را تأمین می‌کرد، به طوری که در ۱۳۰۷ شمسی نخستین گروهِ دیپلمهٔ مدرسهٔ ناموس فارغ‌التحصیل شدند. سری اول فارغ التحصیلان این مدرسه شامل توران آزموده، فخرعظمی ارغنون، بی‌بی‌خانم خلوتی، گیلان خانم، فرخنده خانم و مهرانور سمیعی بودند.
سید مجتبی نواب صفوی طلبهٔ ایرانی که پیش از انقلاب ۱۳۵۷ می‌زیست با درس خواندن دختران مخالف بود و یک بار به زور با هدف تخریب وارد مدرسهٔ دخترانه‌ای به نام ایران دخت شده بود و می‌خواست آن را به حوزه علمیه تبدیل کند به همین جرم هم به دو سال حبس تأدیبی و هزار ریال غرامت نقدی محکوم می‌شود.

### دوران قاجار
تاریخ نظام آموزش دوران قاجار را می‌توان به دو دوره که نظام آموزشی به‌طور کامل در دست طلاب علوم دینی و معلمان مکتب‌خانه‌ای بود و میانه‌های دوران قاجار و آشنایی ایرانیان با فرهنگ و تمدن غرب تقسیم نمود. در دوره نخست آموزش سنتی به سه شکل مکتب‌خانه‌ای، حوزه‌های علمیه و تدریس خصوصی در منازل وجود داشت. مکتب‌خانه‌های دوره قاجار به مکتب آخوندباجی‌ها و مکتب‌خانه‌های عمومی تقسیم می‌شد. مکتب آخوندباجی‌ها توسط معلمی که «ملاباجی» یا «خان‌باجی» یا «شاه‌باجی» نامیده می‌شد اداره می‌شد. این معلم دانش مختصری در زمینه‌های دینی داشت و وظیفه‌اش آموزش کودکان چهار تا هفت ساله بود. مکتب‌خانه‌های عمومی در اکثر شهرها و در برخی از روستاها دایر بودند و پس از مکتب‌خانه‌های آخوندباجی‌ها بودند ولی ضرورت نداشت کسانی که وارد مکتب‌خانه‌ها می‌شوند نخست دوره پیش از آن، یعنی مکتب‌خانه‌های آخوندباجی‌ها را گذرانده باشند. تأسیس این مکتب‌خانه‌ها تابع هیچ‌گونه محدودیت یا به اصطلاح قانون و مقررات ویژه‌ای نبود. هر کسی با هر میزان دانشی که داشت می‌توانست مکتبی دایر و مکتبداری کند. رواج تنبیه بدنی و نامناسب بودن مکان آموزشی و ناهمخوانی مواد درسی با مقتضیات سنی شاگردان از ویژگی‌های این مکتب خانه‌ها بود. شیوه تدریس خصوصی و استفاده از معلم سرخانه نیز روش دیگر آموزش سنتی بود، اما این روش عمومیت نداشت و تنها منحصر به خانواده‌های اشراف بود. بسیاری از دخترانی که در این دوران باسواد می‌شدند به‌طور معمول نزد پدر، برادر، عمو، همسر یا محارم دیگر به کسب علم می‌پرداختند و از خواندن و نوشتن بهره‌مند می‌شدند، بدین ترتیب زنان باسواد و عالم فقط در خانه خواص امکان پرورش می‌یافتند.

#### پیش از انقلاب مشروطه
موقعیت اجتماعی و اقتصادی زنان در جامعه قاجار، از پادشاهی آقامحمدخان تا احمد شاه قاجار، یعنی آخرین پادشاه قاجاری، تحولات زیادی را پشت سر گذاشته است.نظام تعلیم‌وتربیت در ایران تا پیش از انقلاب مشروطیت بر پایه سنت و مذهب قرار داشت و جامعه به گونه‌ای سنتی کودکان را برای آینده تربیت می‌کرد. پدر و مادرها به‌صورت طبیعی از همان آغاز تولد، نخستین و مهم‌ترین آموزگاران فرزندان خود بودند. پسر علوم، فنون و صنعت را از پدر می‌آموخت و دختر رموز و فنون خانه‌داری و تربیت فرزند را از مادر کسب می‌کرد. در این میان مکتب خانهها، در کنار مساجد و جلسات مذهبی یکی از عمده‌ترین محل‌های تعلیم‌وتربیت کودکان به‌شمار می‌آمدند.
زنان ایرانی به سبب مشکلات و محدودیت‌های بسیار از امکانات آموزشی برخوردار نبودند و بالطبع نقش بسیار کمرنگی در جامعه ایفا می‌کردند که دلیل آن را بی شک باید در عدم تقسیم عادلانهٔ امکانات آموزشی میان زنان و مردان دانست. در دورهٔ قاجار زنان بسیاری، برای دست یابی به جایگاه و نقشی مطلوب برای زنان تلاش فراوان کرده‌اند از جملهٔ این زنان اندیشمند و مبارزی که در راه برقراری حقوق زنان در جامعه قدم‌های مهمی برداشت، بی بی خانم استرآبادی است. او پیش و پس از انقلاب مشروطه سهم عمده ای در توزیع عادلانهٔ امکانات آموزشی، میان زنان و مردان ایفا کرد که همین مسئله زمینهٔ موقعیت‌های گسترده‌تری برای زنان را فراهم آورد. زنان تا دوران پیش از مشروطه کمتر در زمینه ابراز عقیده فعال بودند. و مهم‌ترین وظیفه زن خانه‌داری و مراقبت از فرزندان بود و جز زنانی که در خانه‌ها کار می‌کردند زنان حق کار خارج از خانه را نداشتند. اما بعد از آن که زنان توانستند حق تحصیل را به دست بیاورند موضوع کار بیرون از خانه هم مطرح شد.
وضعیت زنان در دوره قاجار به گونه‌ای بود که از کوچک‌ترین حقوق اجتماعی، اقتصادی، فرهنگی و سیاسی محروم بوده و تحت محدودیت‌های شدید ناشی از جامعه مردسالار قرار داشتند. یکی از مهم‌ترین دلایلی که زنان را در آن وضعیت قرار داده بود بی‌سوادی، عدم آگاهی و عدم ارتباط با جامعه بود.تا پیش از مشروطه و پیدایش مدارس دخترانهٔ جدید، تعلیم و تربیت دختران عمدتاً در مکتب خانه‌ها یا به صورت خصوصی در منازل یا از طریق اعضای خانواده صورت میگرفت.در مکتب خانه‌ها معمولاً صرف و نحو، مسائل دینی، دیوان حافظ، گلستان سعدی، مثنوی معنوی و خلاصه الحساب شیخ بهایی آموزش داده می‌شد.
فعالیت سیاسی ــ اجتماعی زنان قبل از انقلاب مشروطه
- حادثه گریبایدوف

بر پایه ماده سیزدهم عهدنامه ترکمنچای (۱۲۰۷٫ش/ ۱۸۲۸٫م) همه کسانی که طی دو جنگ پیشین ایران و روس از دو طرف به اسارت درآمده بودند، باید چهار ماه پس از انعقاد عهدنامه به سرزمینهای خود بازگردانده می‌شدند. دولت روسیه گریبایدوف را برای بازگرداندن اسرای روسی، به ایران فرستاد. گریبایدوف فرمان داد اسرای زن روسی که به همسری و کنیزی مردان ایرانی درآمده‌اند را بدون اجازه شوهران و صاحبانشان به نزد او ببرند ازجمله این زنان، دو اسیر گرجی بودند که با پذیرش دین اسلام به همسری و کنیزی آصف‌الدوله، دولتمرد قاجاری، درآمده بودند. آن دو به گریبایدوف گفتند مایل‌اند در تهران بمانند و به‌هیچ‌روی قصد بازگشت به گرجستان ندارند. بااین‌وصف، گریبایدوف تصمیم گرفت این زنان را چندروزی در سفارت نگاه دارد تا شاید بتواند آنان را تشویق نماید که بازگردند.طولانی‌شدن اقامت زنان، بر خلاف میل شخصی آنان بود و این امر شوهرانشان را نگران می‌ساخت؛ لذا آیت‌الله میرزا مسیح، مجتهد معروف تهران که درخواستهایش از دولت قاجاری و سفارت روس در تهران برای رهاکردن این زنان رد شده بود، فتوا داد: «تکلیف است بر هر مسلمان تا هم‌مذهبان خود را از دست کافران نجات دهد.» مردان و زنان، به سوی سفارت روس رفتند. قزاقان حافظ سفارت، به سوی آنان آتش گشودند. جوان چهارده‌ساله‌ای به شهادت رسید. پس از آن مردم به درون سفارت هجوم آوردند و هر کسی را که مانع آزادسازی زنان می‌شد، کشتند. آنها حتی گریبایدوف را با خنجری از پای درآوردند و از این میان فقط مالتسف، منشی سفارت که پنهان شده بود، نجات یافت. رقم کشته‌های روسی را در این ماجرا بین سی‌وپنج تا هشتاد نفر شمرده‌اند.
در حادثه گریبایدوف چند نکته مهم در ارتباط با زنان وجود دارد: ۱ــ علت اساسی شکل‌گیری حادثه، زنانی بودند که اغلب بر خلاف میلشان به سفارت برده شدند ۲ــ فتوایی که میرزا مسیح داد، به‌خاطر آزادسازی زنان بود ۳ــ بخشی از جمعیتی که به سوی سفارت رفتند و سپس به آن حمله کردند، زنان تهرانی بودند ۴ــ جمعیتی که به سفارت حمله برد، همه تلاش خود را برای آزادی زنان به کار گرفت و کار نخست‌شان آزادی آنان بود ۵ــ زنان در این حرکت خواسته‌های جنسیتی نداشتند، بلکه در تلاش برای تحقق آموزه‌های دینی بودند.
- جنبش تنباکو

شاه از مخالفت آیت‌الله میرزا حسن آشتیانی با قرارداد توتون و تنباکو برآشفت و سرانجام دستور داد او را به عراق تبعید کنند. زنان مصمم شدند مانع از تبعید مجتهدشان شوند و لذا دسته‌دسته به سوی محله سنگلج حرکت نموده و در دارالشرع اجتماع کردند. زنان در میدان ارگ به داد و فریاد پرداختند، به‌گونه‌ای‌که شاه را وحشت فرا گرفت.به جمعیت زنان اطلاع رسید امام‌جمعه منصوب شاه، به تهدید مردم مشغول شده است. ازاین‌رو، زنان به مسجد شاه رفتند و او را از منبر به زیر کشیدند. آنها سپس به میدان ارگ بازگشتند و شعارهای واشریعتا، واسلاما، یاعلی و یاحسین آنان در تمام کوچه‌ها و بازارهای اطراف ارگ به گوش می‌رسید. شاه بار دیگر با ارسال پیغام آنان را به آرامش دعوت کرد؛ اما زنان فریاد می‌زدند: ما شاه نمی‌خواهیم. یکی از زیردستان نایب‌السلطنه که وضع را این‌گونه دید، به دسته‌ای از سربازان که به بی‌پدران معروف بودند، دستور شلیک داد. عده‌ای از مردان و زنان کشته شدند. پس‌ازآن، مردم به دستور علما متفرق شدند اما روز بعد دوباره بازگشتند و این کار تا لغو قرارداد توتون و تنباکو ادامه یافت.در شیراز قریب سه الی چهارهزار زن و مرد در شاه چراغ جمع شدند و تعدادی از آنان، به بستن بازار پرداختند. زنان ایلاتی اطراف شیراز هم همراه و همگام با مردان، همه‌روز تلگراف‌های تهدیدآمیز به تهران مخابره می‌کردند. در تبریز، دسته‌ای از زنان مسلح درحالی‌که چادرنمازهایی به کمر بسته بودند، به بازار آمدند و بازار را در اعتراض به قرارداد رژی بستند، رهبری این زنان را زینب باجی بر عهده داشت. مأموران بارها کوشیدند بازار را باز نگاه دارند، اما هر بار گروه زینب، با اسلحه و چماق مانع از بازشدن بازار می‌شد و این کار را تا لغو قرارداد ادامه داد.
- فعالیتهای زنان دهقان‌زاده درباری

اغلب زنان شاه را دهقان‌زادگانی تشکیل می‌دادند که شاه بیشتر آنان را در گردش و شکار و به‌صورت‌تصادفی می‌یافت و به همسری برمی‌گزید. اغلب این زنان وضعیت رضایت‌بخشی نداشتند. تاج‌السلطنه، دختر ناصرالدین‌شاه، دربارهٔ وضع این زنان شاه نوشته است: «در خانه‌هایی که دیوارهایش از سه تا پنج ذرع ارتفاع دارد، مخلوقاتی سر و دست شکسته، بعضی با رنگهای زرد و پریده، برخی گرسنه، برخی برهنه، بعضی در تمام شبانه‌روز منتظر و گریه‌کننده، در زنجیر به سر می‌برند.
یکی از برجسته‌ترین مخالفتهای این زنان درباری با اقدامات شاه، طغیان آنها علیه قرارداد رژی بود. در این حادثه بسیاری از زنان درباری به حدی منقلب بودند که تمام قلیان‌های بلوری، چینی و گلی را شکستند و همه آثار دخانیات را از عمارت سلطنتی پاک کردند. اوج مخالفت زنان حرمسرا با قرارداد را می‌توان در اقدام انیس‌الدوله، سوگلی شاه، مشاهده کرد. شاه قلیان درخواست نمود اما او که ریاست حرمسرا را بر عهده داشت، گفت: کشیدن قلیان حرام است. شاه گفت: چه کسی آن را حرام کرده. وی جواب داد: همان کسی که مرا بر تو حلال کرده است.
- شورش نان

از حوادث مهمی که در دوره پادشاهی ناصرالدین‌شاه روی داد، اعتراض مردم، به‌ویژه بانوان، به کمبود نان بود. مردان و زنان تهران به اعتراض دست زدند، اما بی‌فایده بود تااینکه هزاران زن، جلوی شاه را در بازگشت از شکار گرفتند و از شاه تقاضای نان کردند. شاه دستور داد برای مهار و سرکوب شورش، دروازه‌های شهر را ببندند. اما چند هزار زن هجوم آوردند و با سنگ و چوب، دروازه‌بانان را از پای درآوردند. روز بعد زنان بار دیگر اجتماع کردند. این بار شاه سربازان و توپچی‌ها را وارد عمل کرد. برای متفرق‌ساختن زنان گوش چند نفر از مردان معترض را بریدند. همزمان با تهران، کمبود نان در تبریز هم آشوب آفرید. در این شورش، حدود سه‌هزار زن چوب به‌دست به رهبری زینب‌باجی علیه ناتوانی دولت در تأمین نان شهروندان به اعتراض دست زدند، زینب‌باجی با شناسایی انبارهای گندم احتکار شده، آنها را مورد حمله قرار می‌داد و گندم‌ها را میان مردم تقسیم می‌کرد. یکی از این انبارها، انبار والی آذربایجان بود. در جریان حمله گروه زینب به این انبار، سی نفر کشته و شصت نفر مجروح از طرفین به جای ماند. سرانجام والی با پناه‌بردن به خانه ولیعهد، تسلیم شد و از مبارزه با گروه زینب دست برداشت و انبار گندمش به دست زینب‌پاشا افتاد.

#### پس از انقلاب مشروطه
تا قبل از انقلاب مشروطه اصولاً مراکز یا سازمانی که از سوی دولت یا افراد در خصوص آموزش و تعلیم و تربیت دختران ایجاد شده باشند، وجود نداشت. مراکز آموزشی در چارچوب مکتب خانه‌ها و تدریس خصوصی در منازل محدود می‌شد و محتوای آموزشی آن‌ها نیز دگرگون نشده بود، اما در آستانهٔ انقلاب مشروطه به واسطهٔ نفوذ افکار تجددخواهی، گسترش اندیشه آموزش برای رفع نواقص، اندیشه تأسیس مدارس دخترانه به سبک جدید قوت گرفت. در این دوره با توجه به فرصت‌های محدودی که فراهم شده بود و همچنین با حمایت دولت و حمایت‌های قانونی، مدارس دخترانه ابتدا به صورت ملی و سپس به صورت دولتی تأسیس شده که برنامهٔ آموزشی این مدارس با توجه به ملی و دولتی بودنشان متفاوت بوده است.

### دوران پهلوی

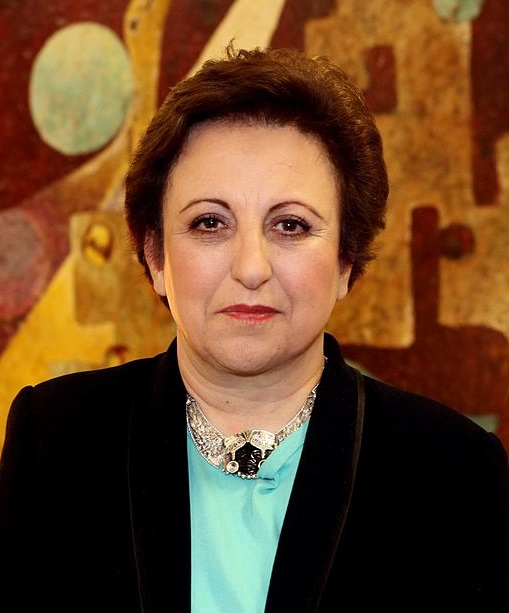
شیرین عبادی، تنها ایرانی برنده جایزه نوبل، او در سال ۱۳۴۴ وارد دانشکده حقوق دانشگاه تهران شد و و در سال ۱۳۵۰ خورشیدی کارشناسی ارشد حقوق خصوصی را از این دانشگاه کسب کرد.

در آغاز سده بیستم، تحصیلات برای زنان به آرامی گسترش یافت، به طوری که در سال تحصیلی ۱۹۲۲ دانش آموزان دختر در مجموع بیش از ۷۲۰۰ دانش آموز در مقایسه با ۳۵۰۰۰ همسال پسر خود ثبت نام کردند. در سال ۱۹۳۵، هنگام تأسیس دانشگاه تهران، زنان برای نخستین بار سیستم آموزشی ایران را تجربه کردند. از آنجا که سکولاریزاسیون کشور تقاضای دانش آموزان آموزش دیده حرفه ای را ایجاد کرد، زنان برای حضور در مدارس تشویق شدند. آموزش و پرورش به یک هنجار اجتماعی و نشانگر موفقیت در جامعه ایران تبدیل شد. در آستانه انقلاب ایران، در سال‌های ۱۹۷۶–۷۷، ۴۰ درصد از ثبت نام کنندگان در دبیرستان زنان بودند. این اعداد تا حد زیادی منعکس کننده رده بالای جامعه ایران است، زیرا زنانی که بخشی از یک اقلیت قومی یا از مناطق روستایی ایران بودند تا حد زیادی از این اصلاحات آموزشی مستثنی بودند.

### دوران کنونی
ماهیت آموزش زنان ایرانی از دوره پایانی به انقلاب ۵۷ ایران در مقایسه با اعمال محدودیت‌های ناشی از آن، به‌طور قابل توجهی تغییر کرد. علی‌رغم موانع مختلف برای ورود زنان به یک محیط آموزشی، آنها موفق می‌شوند اکثر حاضران در دانشگاه را تشکیل دهند و در آزمون‌های پذیرش دانشگاه و همچنین در نرخ فارغ‌التحصیلی عملکرد بهتری نسبت به همسن و سال خود دارند.

#### سال‌های ۱۹۷۹–۱۹۸۹
انقلاب ۱۳۵۷ در مارس ۱۹۷۹ دوره ای از رهبری محافظه کار را آغاز کرد که نقش و مفهوم مدل زن جدید را در جامعه ایران تغییر داد. این دوره با پس گرفتن قوانینی که قبلاً تصویب شده بود و وضعیت زنان در خانه را اصلاح می‌کرد و نهادی در جایگاه خانواده و قانون مدنی در مفاهیم پدر سالاری مشخص شد.
قانون اساسی جمهوری اسلامی ایران که به تازگی تصویب شده بود، اهمیت رفاه اقتصادی و اجتماعی زنان را بیان می‌کند، اما حق داشتن فرصت‌های آموزشی را تضمین نمی‌کند. در عوض، حکومت جدید مرجعیت دینی با مشارکت زنان در آموزش و پرورش، مانع از تحصیل آنها شدند. بلافاصله پس از انقلاب، دانشگاه‌ها و بسیاری از دبیرستان‌ها تعطیل شدند و تا ۳ سال دیگر بازگشایی نشدند. در این مدت بسیاری از اعضای هیئت علمی زن از موقعیت خود معذور شدند و بسیاری از زنان شغل خود را از دست دادند. این شامل تمام قضات زن و همچنین زنانی بود که در دولت مناصبی داشتند.
با بازگشایی مدارس و به رهبری  خمینی، برنامه درسی آموزشی تغییر یافت تا بازتاب دهنده تمرکز جدیدی بر ارزش‌های اسلامی باشد. زنان در کتاب‌های درسی با حجاب به تصویر کشیده شده‌اند، که در کتاب‌های مطالعات اجتماعی به عنوان مدیر خانه ظاهر می‌شوند و در مورد اسلام و کارهای مدرسه راهنمایی می‌کنند. مردان به عنوان تأمین کننده نیازهای خانواده به تصویر کشیده شدند. برخی از زنان در این کتاب‌های درسی بیشتر مطابق با کلیشه‌های جنسیتی کار زنانه به دنبال کشاورزی یا کار در کارخانه، کار در بیمارستان و مدرسه ظاهر می‌شدند.

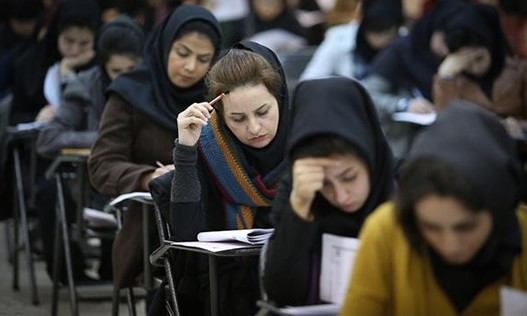
بیشتر داوطلبان کنکور در ایران را زنان تشکیل می‌دهند.

کتب درسی و برنامه درسی در بین پسران و دختران یکسان باقی ماند، اگرچه کتابهای درسی «حرفه و فن» وزارت آموزش و پرورش بین تخصص «مرد» و «زن» تفاوت ایجاد کرده و بر اساس جنسیت توزیع شده است. در سال ۱۹۸۲، کار و دانش با معرفی وزارت آموزش و پرورش، یک روز همکاری تجربی که در آن دانش آموزان از مدرسه معذور بودند و در مشاغل مختلف کار می‌کردند، نهادینه شد. برای خانم‌ها، این تجربیات شامل کارگاه‌هایی با موضوعاتی مانند تغذیه، تربیت کودک، آشپزی و بهداشت بود.
محدودیت‌های دوره آموزش عالی نیز تحت اختیار رهبر دینی خمینی آغاز شد، که در آن زنان و مردان از تحصیل در رشته‌های خاص منع شدند. زنان از تحصیل در رشته‌های دامپزشکی، دامپروری، زمین‌شناسی و منابع طبیعی کنار گذاشته شدند، در حالیکه مردان از موضوعاتی مانند طراحی مد، زنان و زایمان و مامایی محروم بودند. از ۱۰۸ گرایش ریاضی و علوم کامپیوتر، زنان فقط مجاز به تحصیل در ۴۳ رشته بودند. دولت همچنین برای برخی از تخصص‌ها سهمیه‌هایی تعیین کرد که تعداد زنانی را که می‌توانند رشته‌های مشخص را برای اطمینان از سلطه زنان بر این موضوعات دنبال کنند، محدود کرد. برای انطباق با تفکیک جنسیت در مدرسه و اشتغال، تفکیک موضوعات منجر به تأسیس تنها دانشکده پزشکی زنان شد تا بیماران زن بتوانند تحت پزشک زن درمان شوند.
به دلیل ترس از اینکه زنان مجرد توسط جامعه خارجی دچار فساد شود، بورس‌های تحصیلی دولتی برای تحصیل در خارج از کشور نیز برای آنان محدود شد و فقط به دانشجویان پسر و زنان متأهل ارائه می‌شد. "قانون حمایت از دانشجویان خارجی افزون بر این، زنان متأهلی را که بورس تحصیلی دریافت کرده‌اند، همسرانشان را نیز ملزم می‌کنند.
از سال ۱۹۸۰، دانشکده‌ها و دانشجویان زن مأمور شدند که پوشش اسلامی داشته باشند. استفاده از حجاب در سراسر ایران در سال ۱۹۸۱ اجباری شد که این اجبار را برای زنان از سن ۶ سالگی گسترش داد. در این زمان بسیاری از مدارس معلمان را محدود می‌کردند تا فقط به دانش آموزان همجنس دستور دهند.

### دولت رفسنجانی

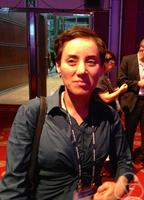
مریم میرزاخانی، تنها زن و نخستین ایرانی برندهٔ مدال فیلدز دانش‌آموخته رشتهٔ ریاضی از دانشگاه صنعتی شریف

در سال ۱۹۸۹، نخستین برنامه توسعه اقتصادی، اجتماعی و فرهنگی جمهوری اسلامی ایران، ۱۹۸۹–۱۹۹۳، بهبود فرصت‌های آموزشی زنان و مشارکت در زندگی اجتماعی و اقتصادی را به عنوان اهداف اصلی برای دولت جدید ارائه کرد. پس از مرگ خمینی در سال ۱۹۸۹، رئیس‌جمهور رفسنجانی فرایندی را برای کاهش محدودیت‌های تحصیل زنان آغاز کرد. اوضاع برای دانشجویان دختر روستایی نامناسب بود و نیمی از زنان ایرانی که در خارج از مناطق شهری زندگی می‌کردند تحصیل نکرده بودند.
پیشرفت‌هایی در زمینه کاهش برخی از این محدودیت‌ها در دهه ۱۹۹۰ آغاز شد. در حالی که شورای فرهنگی و اجتماعی زنان، نهادی به ریاست زنان ایرانی که دارای مناصب اثرگذار در ایران بودند، شروع به مطالعه تأثیرهای ادامه محدودیت‌ها بر اقتصاد ایران کرد، سهمیه‌های محدود کننده تعداد زنانی که می‌توانستند در رشته‌های خاصی تحصیل کنند حذف شد که به برداشتن همه سهمیه باقی مانده یا ممنوعیت تحصیل زمینه‌های خاص منجر شد و در سال ۱۹۹۳ شد. در دهه ۱۹۹۰ بسیاری از محدودیت‌های اعمال شده در رشته‌ها نیز برداشته شد و به زنان فرصت بیشتری برای ادامه تحصیل در رشته‌هایی مانند علوم دامپزشکی که در دولت خمینی ممنوع بود، داده شد. تعداد بیشتری از زنان نخبه شهری که در ابتدا در مقاطع بالاتر تحصیل می‌کردند، با پوشش اسلامی خود به مدرسه می‌روند و دیگر به فرستادن فرزندان خود به موسساتی که در آن مردان آموزش می‌دهند، مردد نیستند.

### دولت خاتمی
فرصت‌های آموزشی از طریق حکومت محمد خاتمی که از سال ۱۹۹۷ تا ۲۰۰۵ به عنوان رئیس‌جمهور ایران خدمت می‌کرد، ادامه یافت. خاتمی خانه را محیط مناسبی برای یک زن ایرانی قلمداد می‌کرد، اما در صدد حذف وی از مشارکت در عرصه عمومی نبود. خاتمی با اشاره به تسلط روزافزون زنان در آموزش عالی، اظهار داشت که اگرچه این افزایش نگران کننده است، اما او نمی‌خواهد موانعی ایجاد کند تا این مشارکت کاهش یابد. خاتمی خواستار گشودن رشته‌ها و رشته‌های ویژه زنان در دانشگاه‌ها و پایان سیستم سهمیه بندی شد.
در آغاز ریاست جمهوری خاتمی، بیش از ۹۵ درصد دختران در ایران در دوره ابتدایی تحصیل می‌کردند. در سال‌های ۹۸–۱۹۹۷، ۳۸٫۲ درصد از زنان ایرانی در آموزش عالی ثبت نام کردند. این تعداد تا سال ۲۰۰۰ به ۴۷٫۲ درصد افزایش یافت. همان‌طور که ثبت نام زنان در مدرسه همچنان رو به افزایش بود، تفکیک جنسیت در رشته‌های تحصیلی تا پایان دهه ۱۹۹۰ ادامه داشت. در سال تحصیلی ۱۹۹۸–۱۹۹۹، ۵۸ تا ۷۱ درصد کلاس ثبت نامی دانش آموزان متوسطه، در رشته‌های ریاضی و فیزیک را مردان تشکیل می‌دادند. زنان به‌طور نامتناسبی از رشته‌های علوم انسانی و علوم تجربی با ۶۱ درصد ثبت نام تشکیل شده‌اند. تخصص جنسیت در سطح دانشگاه ادامه یافت، جایی که رشته‌های علوم پایه، علوم پزشکی و هنر توسط اکثریت زنان مورد مطالعه قرار گرفتند و کشاورزی و علوم دامپزشکی، مهندسی و علوم انسانی بیشتر توسط مردان دنبال می‌شدند. به‌طور کلی، این دهه با افزایش سه برابری در ثبت نام زنان در آموزش عالی مشخص شده است.
در آغاز قرن بیست و یکم دولت همچنان به کاهش محدودیت‌ها ادامه داد. تا سال ۲۰۰۰، دولت از تأسیس یک دوره مطالعات زنان حمایت کرد که برای تحصیل در مقاطع تحصیلات تکمیلی در مورد موضوعاتی از جمله حقوق زنان ارائه می‌شود. گزارشی در سال ۲۰۰۱ دربارهٔ وضعیت زنان در ایران که توسط دفتر وی منتشر شد، بر هدف بهبود مطالب آموزشی زنان برای بازتاب نقش مدرن آنها در جامعه تأکید کرد، از جمله مشاوره دانش آموزان دبیرستان در مورد تخصص‌هایی که به‌طور سنتی تحت سلطه مردان قرار داشت. در سال ۲۰۰۱، دولت همچنین مجاز به استفاده از مکمل «حمایت مالی برای دانشجویان خارجی» برای زنان مجرد برای تحصیل در خارج از کشور شد. زنان مجرد با رضایت پدرانشان می‌توانستند از بودجه خود برای ادامه تحصیل در موسسات خارجی استفاده کنند. سال ۲۰۰۱ نیز سالی است که ثبت نام زنان در تحصیلات دانشگاهی بیش از مردان است و این نشان دهنده ادامه تسلط آنها بر تحصیل است.
آمارهای دوران ریاست جمهوری خاتمی حاکی از افزایش آرام مشارکت زنان در آموزش است. در سال ۲۰۰۲، زنان بر نتایج کنکور سراسری دانشگاهی آن تسلط داشتند که ۶۲ درصد دانشجویان قبولی را شامل می‌شد. زنانی که در آموزش عالی به دنبال تدریس بودند نیز در این دوره با کسب تقریباً نیمی از استادیارهای دانشگاهی، دستاوردهایی کسب کردند که تقریباً دو برابر یک دهه قبل بود. تعداد زنان پذیرفته شده در دوره‌های استادی ممتاز و تمام وقت در سالهای ۲۰۰۱–۲۰۰۲ زیر ۱۷٫۳ درصد کم باقی مانده است زیرا تقریباً با تعداد زنان تحصیل کرده جامعه ایران متناسب نیست.

### دولت احمدی‌نژاد
بسیاری از اصلاحاتی که در اوایل ریاست جمهوری رفسنجانی و خاتمی انجام شد، با انتخاب محمود احمدی‌نژاد در سال ۲۰۰۵ از بین رفت. در سال ۲۰۰۶، یک زن متوسط در ایران به مدت ۹ سال در مدرسه تحصیل کرد. در آغاز ریاست جمهوری وی در سال‌های ۲۰۰۷–۲۰۰۸، دستاوردهای زنان در آموزش و پرورش ادامه یافت و ۴۴ درصد از دانشجویان مقاطع کاردانی، ۵۵ درصد دانشجویان مقطع کارشناسی، ۴۳ درصد دانشجویان کارشناسی ارشد و ۵۸ درصد دکترای حرفه ای را شامل می‌شدند. زنان همچنین در ۶ رشته از ۷ رشته دانشگاهی ارائه شده در سطح دانشگاه، به جز مهندسی، شامل اکثر دانشجویان تحصیل کننده علوم دامپزشکی، علوم پایه، علوم انسانی، علوم پزشکی، کشاورزی و هنر هستند.
با افزایش سابق مشارکت زنان در آموزش و پرورش و کاهش موانع ایجاد شده برای آنها در ادامه تحصیل، نیروهای محافظه کار در دولت ایران از فرسایش مفاهیم سنتی نقش زنان در خانه و رقابت در کار نگران شدند. دولت وارد عمل شد و احمدی‌نژاد در نوامبر ۲۰۰۵ یک روحانی مذهبی را به عنوان رئیس دانشگاه تهران منصوب در سال ۲۰۰۶، وزارت بهداشت و آموزش و پرورش یک سیستم سهمیه بندی را برای رشته‌ها و رشته‌های خاص وضع کرد و ثبت نام زنان در دانشگاه‌های واقع در زادگاه آنها را محدود کرد. همچنین تفکیک جنسیتی آموزش عالی را پایه‌گذاری کرد.
واکنش دانشجویان به آنچه تلاش برای تبدیل دانشگاه‌های سکولار به موسسات مذهبی تلقی می‌شد اعتراضاتی بود که خواستار حفظ آزادی‌های مدنی مانند آزادی بیان بود. سیاستمداران محافظه کار به نوبه خود خواستار سرکوب «غرب زدگی» آموزش سکولار و تحمیل فلسفه اسلامی بودند. محمدیان سخنگوی رهبر و محمدمهدی زاهدی وزیر علوم و آموزش عالی هر دو خواستار اسلامی سازی دانشگاه‌ها بودند، در حالی که محمدیان نیز مخالفت خود را با پیگیری برخی تحصیلات عالیه توسط زنان اعلام کرد.
در سال ۲۰۰۹، پیگیری احمدی‌نژاد در مورد زنانه سازی بیشتر آموزش منجر به ایجاد «شورای ویژه توسعه و ترویج علوم انسانی» شد.
در سال ۲۰۱۰، ایران مجدداً سیستم سهمیه ای را برای محدود کردن تعداد زنان قادر به ورود به تحصیلات دانشگاهی در پیش گرفت. دولت محدودیت‌هایی را برای دوازده دوره مطالعات اجتماعی، از جمله مطالعات زنان و حقوق بشر اعمال کرد، به این دلیل که «محتوای دوره‌های فعلی در ۱۲ موضوع با اصول دینی سازگار نیست و براساس مکاتب فکری غربی است.»
در سال ۲۰۱۱، دانشگاه‌ها شروع به اعلام محدودیت‌های جدید برای ورود دانشجویان دختر کردند. نتیجه عملی این بود که زنان بیشتری در دانشگاه‌های محلی نزدیک به خانه خود متمرکز شوند، و از دانشگاه‌های شهری بزرگ دورتر باشد.
در ژانویه ۲۰۱۱، رئیس دانشگاه علامه طباطبایی در تهران، صدرالدین شریعتی، اعلام کرد که رشته‌هایی که تعداد زیادی دانشجو دارند، بر اساس جنسیت تقسیم می‌شوند. پیش از این، کتابخانه‌ها و سلف دانشجویی دانشگاه از قبل تفکیک شده بودند. ادعا شد که مردم ایران قبلاً تقاضای تفکیک جنسیتی در آموزش و پرورش در برخی مناطق بسیار مذهبی و پایتخت را داشته‌اند. همچنین گفته شده است که چنین تفکیکی در تعدادی از دانشگاه‌های دیگر ایران در حال انجام است. محمد محمدیان در سال ۲۰۰۶ و دوباره در سال ۲۰۰۹ برای جداسازی کلاس‌ها اقدام کرد. سایر درخواست‌های دولت برای اجازه تفکیک بیش از ۱۵ سال پیش است.
در ۲۰ اوت ۲۰۱۲، از طرف وزارت علوم، تحقیقات و فناوری ایران اعلام شد که ۳۶ دانشگاه در ایران ۷۷ رشته تحصیلی را از برنامه درسی زنان حذف می‌کنند و آنها را فقط رشته‌های مردانه ارائه می‌دهند. رشته‌های انتخاب شده شامل بیشتر رشته‌های علوم و مهندسی موارد است. دانشگاه‌هایی مانند دانشگاه صنعت نفت با اشاره به «کمبود تقاضای کارفرما» از حضور زنان به‌طور کامل منع شد.
این اعلامیه بلافاصله پس از انتشار آماری منتشر شد که نشان می‌داد زنان در دانشگاه‌های ایران تعداد بسیار بالاتری از مردان فارغ‌التحصیل می‌شوند و به‌طور کلی امتیازات بیشتری نسبت به مردان به ویژه در علوم کسب می‌کنند.
این استدلال توسط دانشگاه اصفهان نیز مورد بازتاب قرار گرفت و بیان کردند که از کسانی که مدرک مهندسی معدن کسب کرده‌اند ۹۸ درصد دانش آموختگان زن بیکار شدند. رشته‌های مربوط به کشاورزی نیز برای دانشجویان دختر «نامناسب» در نظر گرفته شد. بنابراین، در نتیجه این حرکت، زنان ممکن است مهندس، فیزیکدان هسته ای، باستان شناسان، فارغ التحصیلان بازرگانی و دانشمندان کامپیوتر در ایران نشوند. همچنین حضور آنها در بخش‌های ادبیات انگلیسی، ترجمه و مدیریت هتل ممنوع است. دلیل دیگر کمبود خوابگاه‌های موجود برای دختران بود. با این حال مقایسه ای با این واقعیت انجام شد که پرستاری در همان اطلاعیه فقط شامل زنان می‌شد.
احتمال محدودیت‌های تحصیلی برای نخستین بار توسط خبرگزاری مهر در ۶ اوت ۲۰۱۲ گزارش شد. این خبر پس از انتشار نمرات کنکور سال، نشان داد که ۶۰ درصد از شرکت کنندگان در دانشگاه را زنان تشکیل می‌دهند همراه با نمرات آزمون چند سال گذشته که نشان می‌دهد زنان نسبت به مردان عملکرد بالاتری دارند. این شامل ۵۲ درصد از فارغ التحصیلان دانشگاه و ۶۸ درصد از فارغ التحصیلان رشته‌های علوم زنان هستند. این نتایج باعث نگرانی روحانیون ارشد کشور شده است، که نگران عوارض جانبی اجتماعی افزایش استانداردهای آموزشی زنان، از جمله کاهش نرخ تولد و ازدواج" هستند.
عفو بین‌الملل گزارش داد که در آوریل ۲۰۱۲، پرسنل امنیتی دانشگاه در دانشگاه آزاد اسلامی واحد رودهن دانشجویان زن را که از موازین حجاب (پوشش اسلامی) پیروی نمی‌کردند، مورد ضرب و شتم قرار دادند. آنها همچنین ادعا کردند که گزارش‌هایی درمورد سهمیه محدود کردن پذیرش زنان در برنامه‌های خاص دانشگاهی توسط وزارت علوم، تحقیقات و فناوری اجرا شده است. گفته می‌شود که چنین محدودیت‌هایی در انتخاب‌های آموزشی زنان نقض منع تبعیض و تعهدات ایران طبق قوانین بین‌المللی است.
سید ابوالفضل حسنی، یک مقام ارشد آموزش ایران، در دفاع از این اعلامیه بیان کرد که برخی از رشته‌ها شامل ماشین آلات کشاورزی یا استخراج معادن چندان برای زنان مناسب نیستند. این تغییر سیاست مورد انتقاد برخی از نمایندگان پارلمان ایران مانند محمد مهدی زاهدی، رئیس کمیته آموزش و تحقیقات مجلس ایران قرار گرفت. با این حال، کامران دانشجو، وزیر علوم و آموزش عالی، گفت که دانشگاه‌ها باید دلیلی بیان کنند.
شیرین عبادی ، برنده جایزه نوبل صلح و فعال حقوق بشر در ایران، در اعتراض به این محدودیت‌ها به سازمان ملل نامه نوشت و بیان کرد که دولت ایران «تلاش می‌کند حضور فعال زنان در جامعه را محدود کند». وی درخواست کرده که این موضوع به «پرونده حقوق بشر ایران» اضافه شود. این نامه سپس به گزارشگر ویژه سازمان ملل در امور ایران، احمد شاهد و کمیساریای عالی سازمان ملل در امور حقوق بشر ناوانتم پیلای ارسال شد. عبادی همچنین افزود که هدف از این تغییر سیاست کاهش تعداد دانشجویان زن دانشگاه به زیر ۵۰ درصد است، در حالی که ۶۵ درصد است. در ۲۲ سپتامبر ۲۰۱۲، دیده‌بان حقوق بشر از ایران خواست که سیاست جدید را لغو کند، و ادعا کرد که چنین محدودیت‌هایی نقض حق بین‌المللی آموزش برای همه بدون تبعیض است.

### دولت روحانی از ۲۰۱۳
هنگامی که حسن روحانی ریاست جمهوری را در سال ۲۰۱۳ به دست گرفت، امید بود که وی یک تغییر بنیادی در جامعه ایران را به سمت حقوق برابر زنان آغاز کند. گزارشگر ویژه سازمان ملل متحد در گزارش سال ۲۰۱۵ نشان داد که هنوز تبعیض قابل توجهی علیه زنان در زمینه‌های سیاسی و اقتصادی وجود دارد و دستاوردهای حاصل از آموزش را تحت‌الشعاع قرار می‌دهد، امید به اینکه وی استفاده از سهمیه را کاهش دهد و اصلاحات نرم تری را انجام دهد، کاملاً محقق نشده است. گزارشگر ویژه همچنین نشان داد: علی‌رغم ۱۴ توصیه برای رفع موانع موجود در حال حاضر برای جلوگیری از دستیابی به برابری جنسیتی در حوزه آموزشی، دولت روحانی در نظر گرفتن همه آنها را رد کرد.
در حالی که اکثریت قریب به اتفاق دانش اموزان ایرانی که در دبیرستان تحصیل می‌کنند برای ادامه تحصیل در دانشگاه ادامه نمی‌دهند، ۴۲ درصد از زنانی که در کنکور دانشگاه شرکت می‌کنند تحصیلات عالی را ادامه می‌دهند در حالی که این رقم برای مردان ۲۹ درصد است. وضعیت سواد و میزان تحصیلات در میان زنان اقلیت قومی نیز در مقایسه با همسالان شهری و غیر اقلیت، ضعیف است، زیرا آنها مجبور به تحصیل در مدرسه نمی‌شوند و اغلب در سنین پایین ازدواج می‌کنند.
ماهیت دوگانه مشارکت زنان در آموزش و پرورش هنوز در نقش آنها در اقتصاد، جایی که ۲۰–۲۵ درصد از زنان تحصیل کرده قادر به یافتن کار هستند، بازتاب داده نشده است.

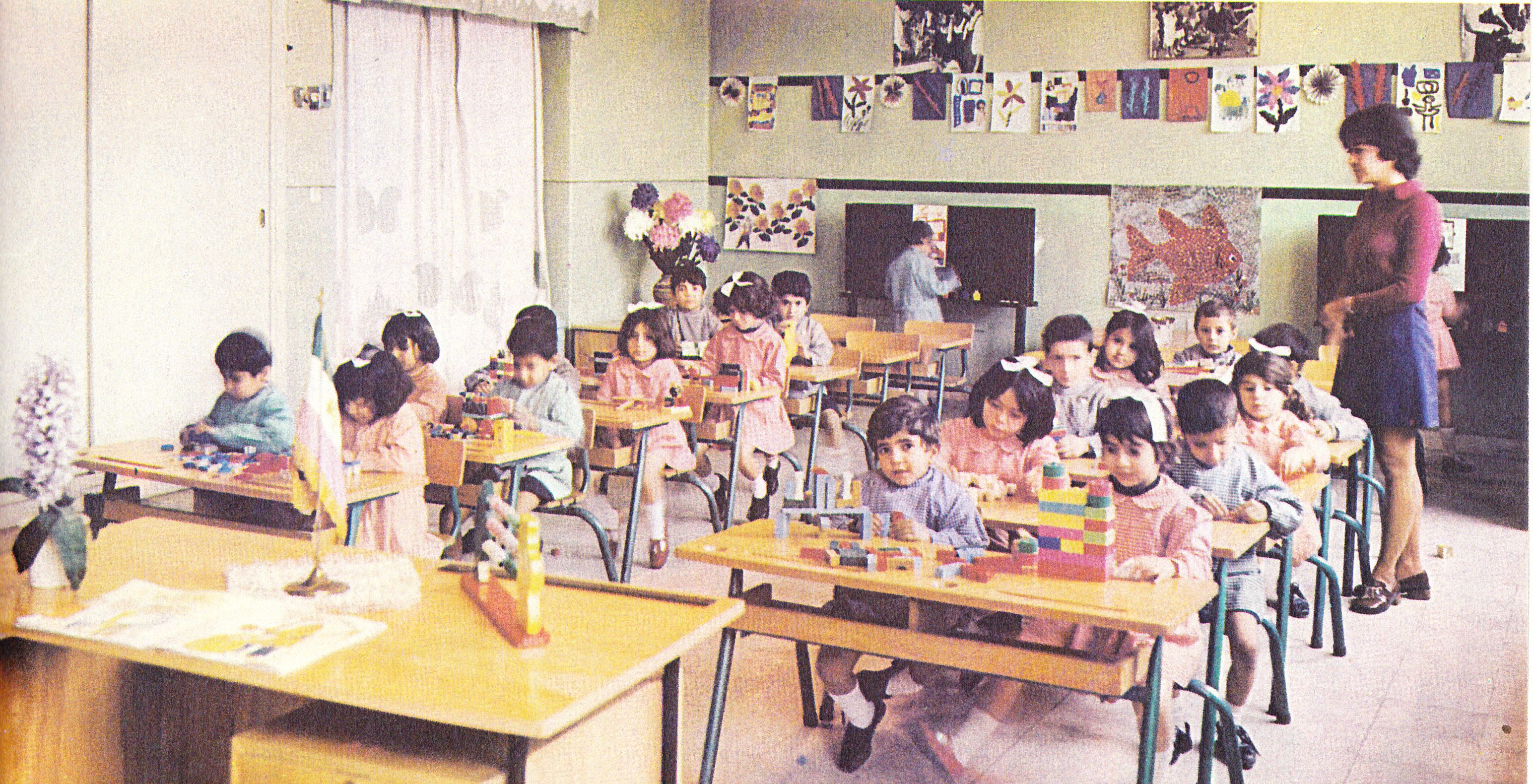
آموزش پیش دبستانی در ایران در ۱۹۷۲
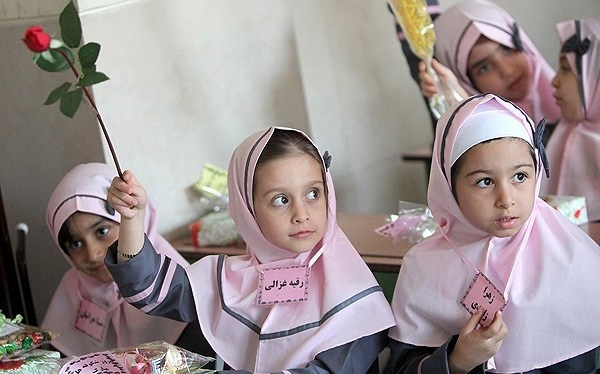
جشن سال تحصیلی جدید برای دانش آموزان کلاس اول ، اصفهان - ۲۱ سپتامبر ۲۰۱۱
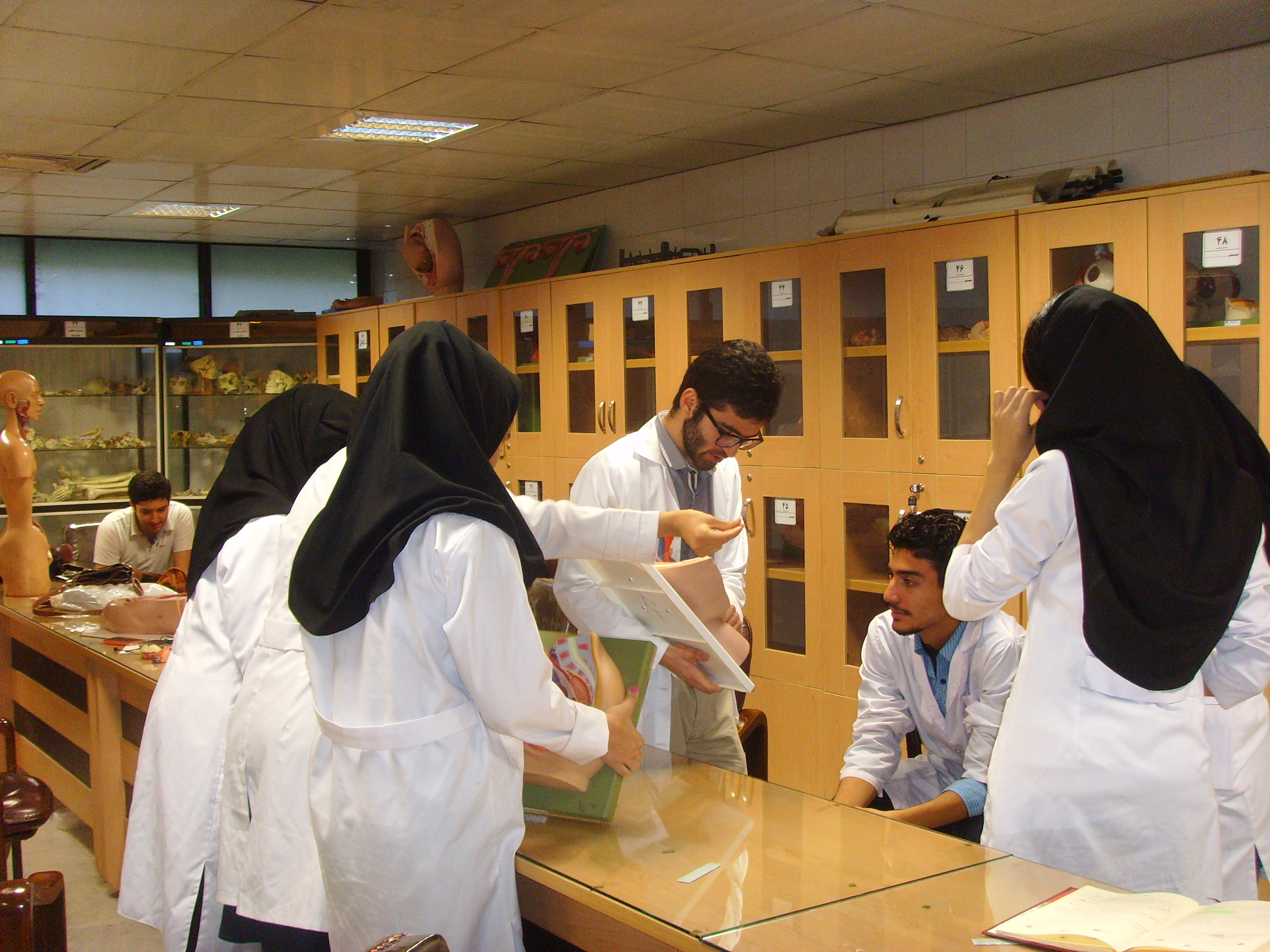
دانشجویان پزشکی
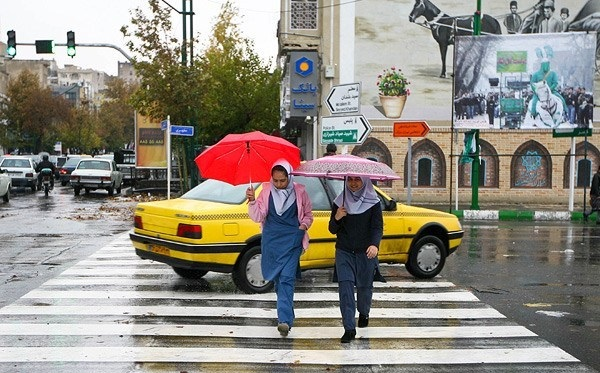
پوشش دانش آموزان دختر در ایران
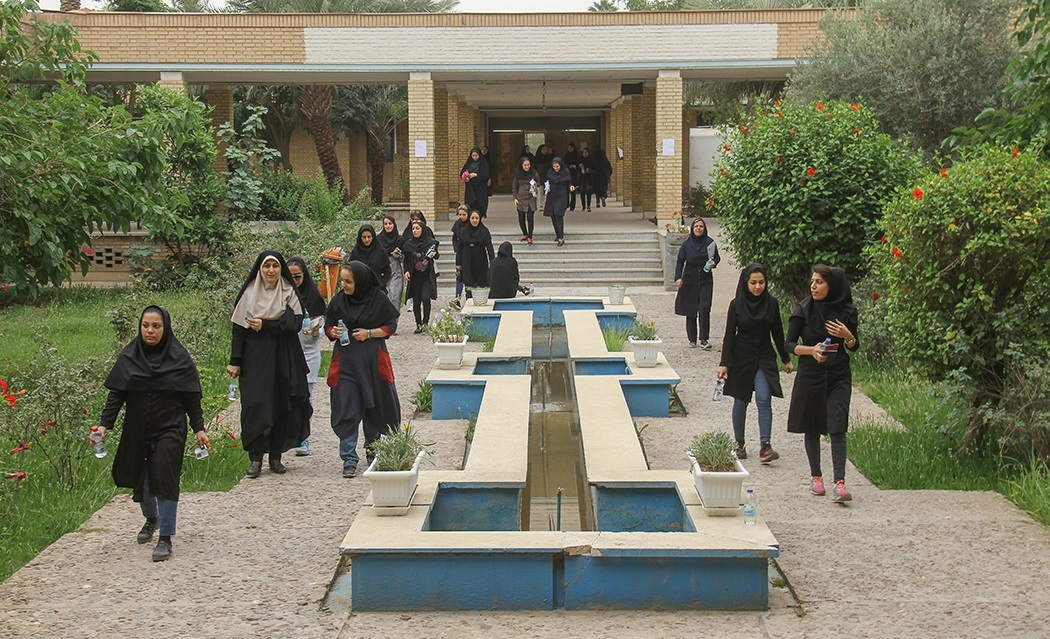
آزمون کارشناسی ارشد در دانشگاه چمران اهواز

### دولت رئیسی
در دولت سید ابراهیم رئیسی در دورهٔ سه‌ماهه آخر ۱۴۰۱ دسته‌ای از حملات دنباله‌دار به مدارس بیشتر دخترانه رخ داده است که تا روز هفتم اسفند بیش از ۸۰۰ نفر در آن مسموم شدند. از این تعداد دو نفر معلم و بیش از ۶۵۰ نفر دانش‌آموز دختر و تعدادی هم دانش‌آموز پسر می‌باشند. با توجه به شروع این حملات از قم و بالا بودن آمارهای مدارس مورد حمله در این شهر گمانه‌زنی‌هایی دربارهٔ رد پای گروه‌های افراطی شیعه، فرقه‌های دینی مرتجع و طالبانی انجام شده است که همگی به اشکال گوناگون مخالف درس خواندن دختران هستند. فاضل میبدی از استادان حوزه علمیه قم احتمال دخالت گروه‌های مذهبی افراطی هزاره‌گرایانه را داده است. هزاره‌گرایی یک باور آخرالزمانی است که فرقه‌های دینی و جنبش‌های مدنی و سیاسی آن را ترویج می‌کنند و بر این پایه استوار است که هر هزار سال پادشاهی خدا بر روی زمین بنا خواهد شد.
بالاخره ۳ ماه پس از آغاز این حملات علیرضا منادی سفیدان، رئیس کمیسیون آموزش، تحقیقات و فناوری مجلس شورای اسلامی اعلام کرد که نشست مشترک این کمیسیون با وزرای آموزش و پرورش و بهداشت و درمان و نمایندگان وزارت اطلاعات انجام شده و نتیجه آزمایش‌ها مشخص کرده که گاز دی‌نیتروژن (N2) در سم منتشرشده در مدارس وجود داشته است. مسمومیت گاز نیتروژن سمیت حاد است که بر خلاف نامش به کوتاه‌مدت بودن مسمومیت اشاره می‌کند و در مقابل سمیت مزمن قرار دارد که به درازمدت‌بودن مسمومیت اشاره می‌کند. قرار گرفتن در معرض نیتروژن خالص به سرگیجه و حالت گیج و منگی می‌انجامد که نیتروژن جایگزین اکسیژن خون شده و می‌تواند به از دست رفتن هوشیاری بینجامد.

## گزینه‌های تحصیلات جایگزین

### برنامه‌های سواد آموزی بزرگسالان
علاوه بر تحصیلات رسمی، زنان در ایران ممکن است در برنامه‌های سواد آموزی ثبت نام کنند. این برنامه‌ها با ارائه آموزش‌های اساسی در ریاضیات ساده، خواندن و نوشتن، زنان را هدف قرار می‌دهند. در دهه ۱۹۹۰، زنان بیش از دو سوم ثبت نام کنندگان در این برنامه‌ها را تشکیل می‌دادند. این برنامه ممکن است به افزایش چشمگیر نرخ باسوادی زنان در ایران در دهه ۱۹۹۰ کمک کند، که از ۱۹۸۷ تا ۱۹۹۷ بیست درصد افزایش یافته است.

### مدارس دینی
مدارس مذهبی نیز به گزینه ای آموزشی برای زنان ایرانی تبدیل شده است و افزایش نهاد «حوزه‌های علمیه زنان» به ۲۸۰ از سال ۲۰۱۰ نشان دهنده استفاده روزافزون آنها به عنوان یک فعالیت دانشگاهی است. این محبوبیت ناشی از تزریق دین به فرهنگ مردم ایران پس از انقلاب است، زمانی که خمینی خواستار تأسیس جامع الزهرا در سال ۱۹۸۴، نخستین حوزه علمیه زنان در ایران شد. این مؤسسه، تلفیقی از مدارس دینی کوچکتر، به دانشجویان این فرصت را می‌دهد که از دیپلم دبیرستان تا مقطع دکترا چیزی کسب کنند. زنان باید برای ثبت نام در موسسات اقدام کنند، جایی که فقط ۷۰۰۰ زن از یک رشته بیش از ۲۵۰۰۰ متقاضی در سال تحصیلی ۲۰۱۰ پذیرفته شدند.
در صورت عدم پذیرش متقاضیان زن، یا در نتیجه موفقیت تحصیلی یا سیستم سهمیه به کار رفته در دانشگاه‌های دولتی، حوزه‌های علمیه به عنوان جایگزینی برای آموزش عالی عمل کرده‌اند.

### تحصیلات دیگر
زنان ایرانی که تازه ازدواج کرده‌اند باید در کلاس‌های تنظیم خانواده با دستور دولت شرکت کنند. اطلاعات مربوط به بهداشت و استفاده از کنترل بارداری در این برنامه‌ها گنجانده شده است.

## نقش آموزش
گرچه تحصیلات در بسیاری از زمینه‌ها توسط زنان، به ویژه در سطح دانشگاه، رایج شده است، اما زنان را قادر به ورود به بازار کار در مقایسه با تعداد کارمندان نمی‌کند. گذشته از جنبه توانمندسازی برای زنان، برخی از محققان خاطرنشان می‌کنند که افزایش تحصیلات هنوز منجر به افزایش اشتغال با حقوق یا نقش در موقعیت‌های معتبر شغلی نشده است. در حالی که نشان داده شد مشارکت زنان در اقتصاد پس از انقلاب ایران یک سوم افزایش یافته است، این رقم به بیشتر به دلیل اشتغال مداوم زنان در حال حاضر در نیروی کار نسبت داده می‌شود تا افزایش زنان تازه فارغ‌التحصیل با موفقیت در ورود به آن. در حالی که ۲۳٫۵ میلیون مرد در اقتصاد ایران در سال ۲۰۰۶ دارای موقعیت‌های دریافت حقوق بودند، فقط ۳٫۵ میلیون زن ایرانی موقعیت‌های مشابه یا ۲۰ درصد نیروی کار را به‌دست آوردند.
افزایش فرصت‌های آموزشی نیز با افزایش تعداد زنان تحصیل کرده‌ای که وارد موقعیت‌های تصمیم‌گیری در دولت یا اقتصاد خصوصی می‌شوند ارتباطی ندارد. زنان عمدتاً از مشاغل سطح عالی تمام وقت استادی یا به عنوان رئیس موسسات آموزش عالی محروم هستند. برخی از محققان استدلال می‌کنند که تحصیلات به توانمندسازی خود زنان کمک کرده است، و این وظیفه را به زنان می‌دهد که در خارج از خانه باشند حتی اگر منجر به اشتغال پایدار شود.
شواهد نظرسنجی نشان می‌دهد که زنان جوان تحصیل کرده ایرانی، تحصیلات را بیش از سایر اعضای جامعه ایران برای یک زن در جامعه ایران مهم یا بسیار مهم می‌دانند. بیشتر این جوانان تحصیل کرده نیز بیش از هموطنان زن غیر تحصیل کرده و مسن خود باور دارند که دخترانشان باید پس از حضور در یک مؤسسه آموزش عالی ازدواج کنند. تحصیلات زنان ایرانی به همین دلیل منجر به تأخیر در ازدواج شده است، زنان بدون تحصیلات بیش از نیمی از آنها احتمال ازدواج تا زمان ۲۲ سالگی از همسالان تحصیل کرده را دارند. همچنین نشان داده شده است که تحصیلات در به تأخیر انداختن تشکیل خانواده تأثیر می‌گذارد، اکثر زنان تحصیل کرده نخستین فرزند خود را در سن ۲۴ سالگی، ۴ سال دیرتر از زنان غیر تحصیل کرده در ایران، به دنیا می‌آورند.